# Sint-Goarkapel
De Sint Goarkapel is een kapel te Meerlo in de Nederlandse gemeente Horst aan de Maas en staat in de bossen van Meerlo ongeveer op de grens met Wanssum. De bakstenen kapel is in 1662 gebouwd en heeft een voorgevel met gezwenkte top. Een mergelsteen boven het altaar vermeldt donderdag 6 juli 1662 als de datum van eerstesteenlegging: de feestdag van St Goar. De kapel is vermoedelijk gesticht door de adellijke bezitters van het goed "Beyenbruggen" (van Duitse afkomst) die in Meerlo de gevestigde verering van de H. Goar meer luister wilde bijzetten. H. Goar was een Rijnlandse kluizenaar.
Uit de put bij de kapel werd er geneeskrachtig water geschept en roept men St Goar aan als patroon om koude koortsen of bibberkoortsen te genezen. Men ging hier toen op bedevaart naar St Goar. In de 2e helft van de 19e eeuw sloopte een groep schoolkinderen de put. De put werd hersteld en later definitief gesloopt. In juli 2022 werd de put opnieuw ingezegend tijdens de jaarlijkse openluchtmis door de deken van Horst aan de Maas nadat deze opnieuw werd opgemetseld door leden van KBO Sint Goar in Meerlo. De Groengroep van KBO Sint Goar heeft het onderhoud rondom de kapel. Vanaf1-4-2023 loopt het Pieterpad langs de kapel. Men heeft de Pieterpadroute enkele 10 tallen meters moeten verleggen.

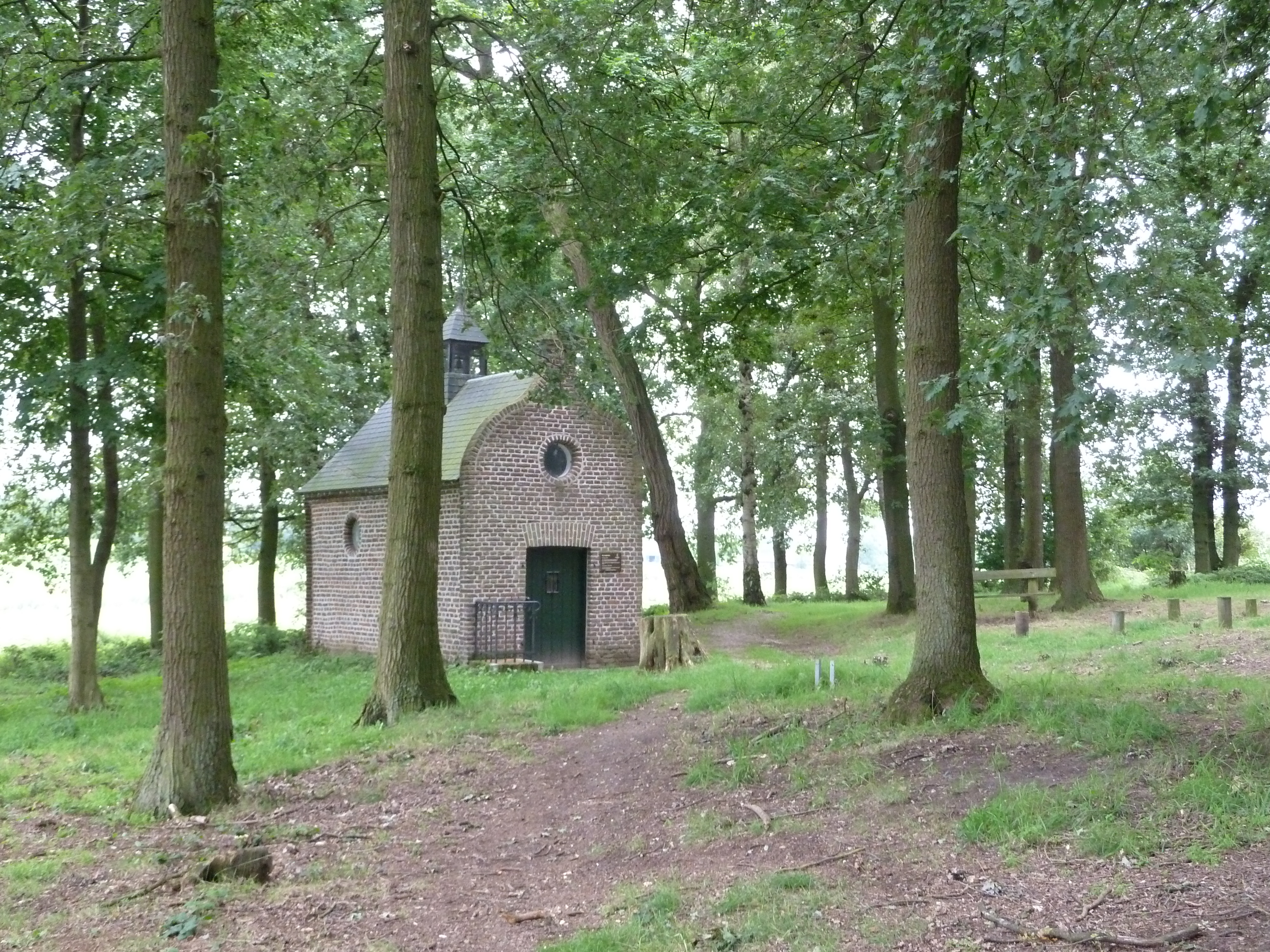
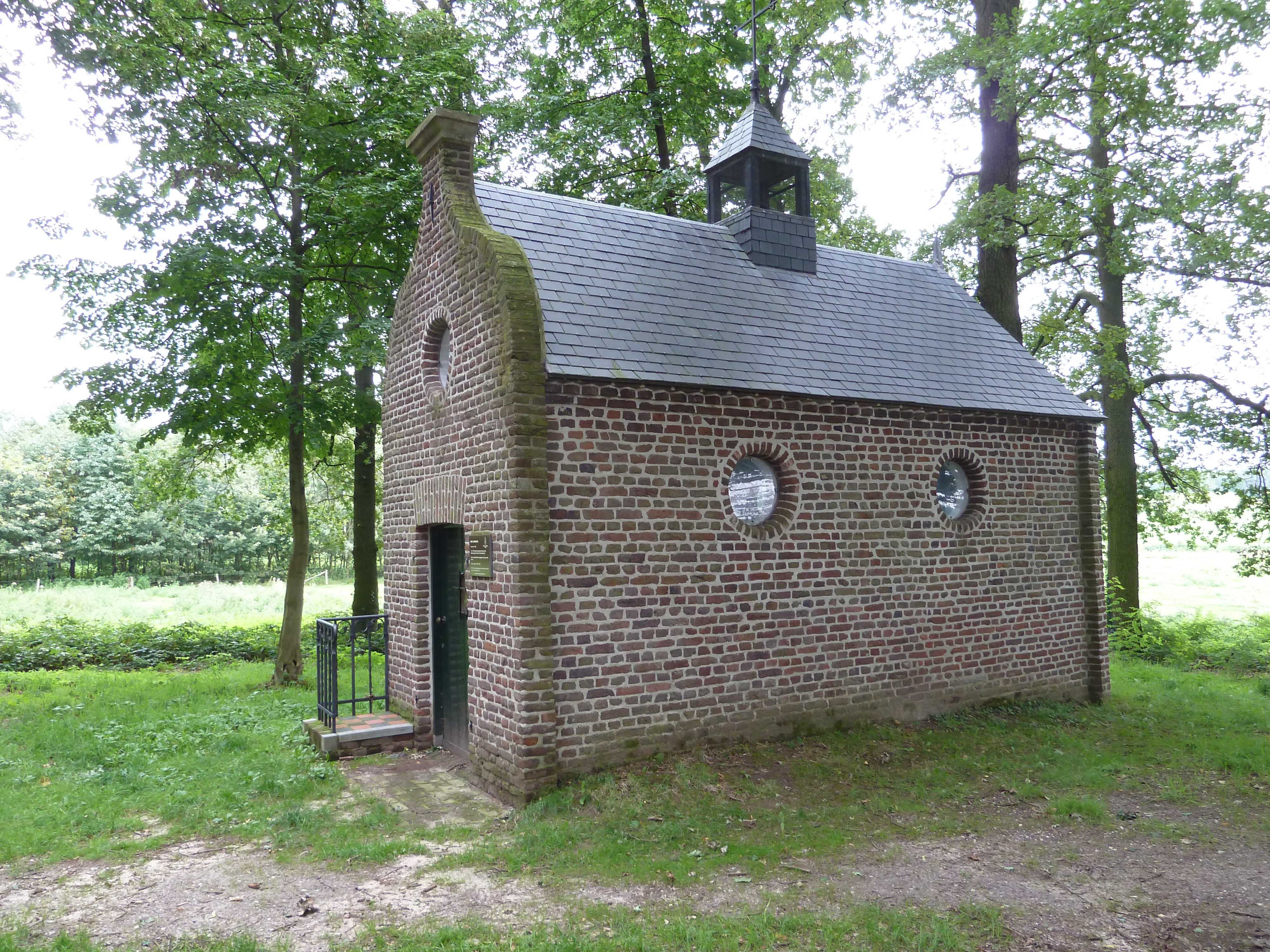
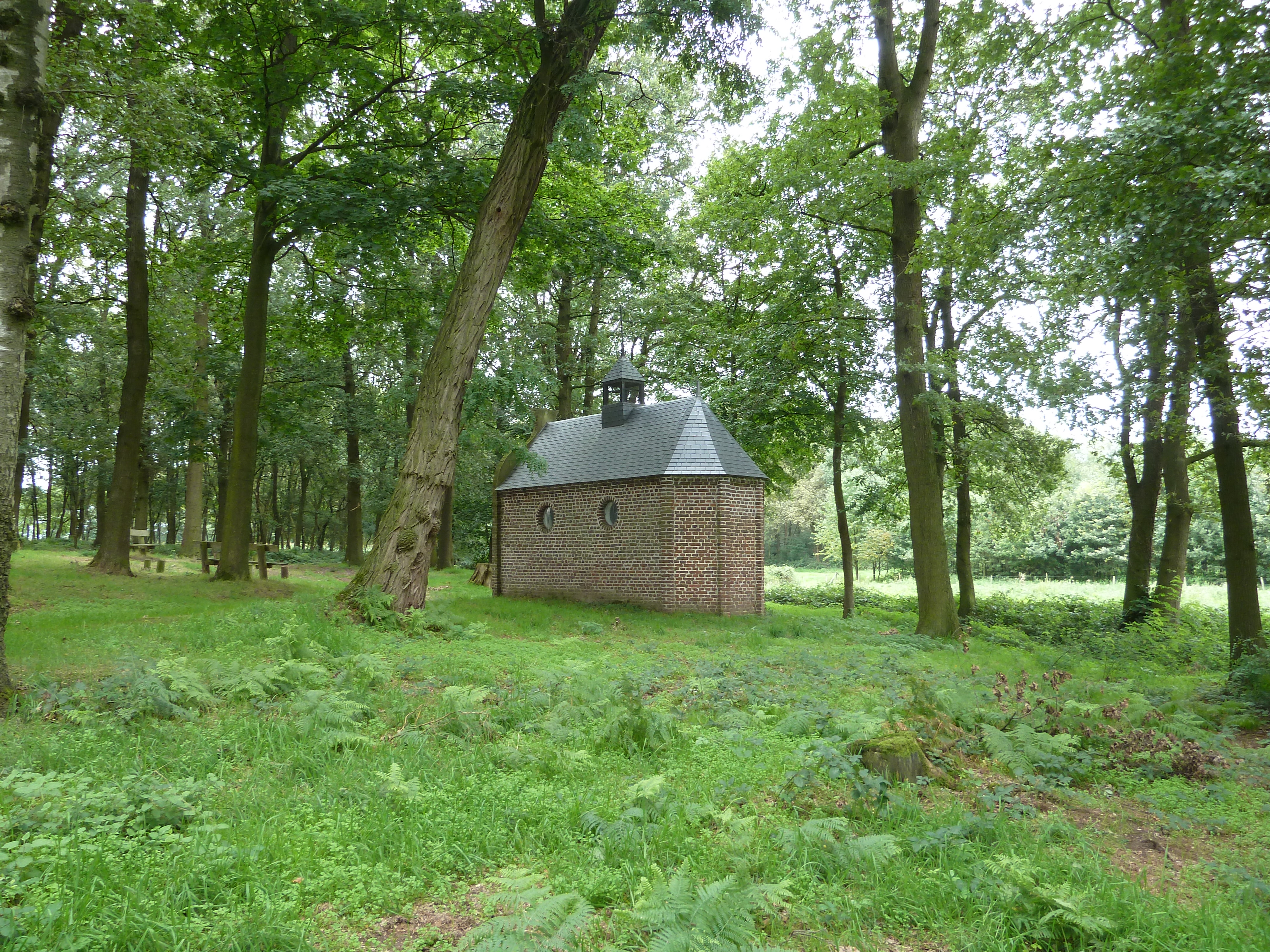